# 陳瑄
陳 瑄（ちん せん、1365年 - 1433年）は、明代の官僚・軍人。字は彦純。本貫は廬州合肥県。

## 生涯
陳聞の子として生まれた。父の都指揮同知の職を引き継いだ。父が事件に連座して一兵士として遼陽に流されることになると、陳瑄は宮殿で平伏して父への処罰を代わりに引き受けたいと願い出た。洪武帝は父子を原職のまま留めることにした。陳瑄は若くして大将軍幕下に従い、空を飛ぶ雁を射抜いて賞賛された。たびたび西南の少数民族に対する征討に従軍した。越巂を攻撃し、建昌の月魯帖木児を討ち、梁山を越え、天星寨を平定し、寧番諸族を撃破した。また塩井を討ち、卜水瓦寨に進攻した。陳瑄は敵軍の包囲下に陥ったが、馬を下りて弓射し、足を負傷しながらも戦闘を続け、全軍を帰還させた。さらに賈哈剌に対する征討に従い、奇兵をもって打沖河を渡り、間道を見つけると、浮き橋を架けて軍を渡らせた。軍を渡河させると、橋を撤去して兵士に撤退の道のないことを示し、連戦して敵軍を破った。さらに雲南の兵と合流して諸族を征討して功績を挙げ、四川行都司都指揮同知に転じた。
1402年（建文4年）、陳瑄は右軍都督僉事に転じた。燕軍が長江に迫ると、陳瑄は建文帝の命を受けて水軍を率いて長江に防衛線を張った。燕軍が浦口に到達し、盛庸が敗れると、陳瑄は水軍を率いて降伏し、そのおかげで燕王朱棣は長江を渡ることができた。永楽帝（朱棣）が即位すると、陳瑄は平江伯に封じられ、指揮使の位を世襲する権利を得た。
1403年（永楽元年）、陳瑄は総兵官とされ、海運を総督し、粟49万石あまりを北京と遼東に輸送した。百万倉を直沽に建て、天津衛を築城した。陳瑄は島人を招いて互市をおこない、その取引は公平なものだったことから、島人たちは互市による交易を歓迎した。ときに舟を運んで帰る途中に、倭寇と沙門島で遭遇した。陳瑄は金州白山島まで追撃し、倭寇の舟のほとんどを焼き尽くした。
1411年（永楽9年）、陳瑄は豊城侯李彬とともに浙江・福建の兵を率いて海賊の討捕にあたるよう命じられた。ときに海門から塩城にいたるおよそ130里の沿海地域で高潮の被害が出ていた。陳瑄は命を受けて40万の兵を動員して工事にあたり、防潮堤18000丈あまりを整備した。1412年（永楽10年）、陳瑄は嘉定が海に面した地で、海舟の停泊するところとなっているが、依るべき高山大陵がないので、青浦に土山を築きたいと請願した。完成すると、宝山の名を賜った。
宋礼が会通河を改修して工事を完成させると、朝廷では海運を廃止する議論がおこなわれ、陳瑄に運河の水運を監督させることにした。陳瑄は喫水の浅い船2000隻あまりの建造を進め、当初は200万石だった輸送能力を500万石まで高めた。ときに江南から北上する舟は淮安で陸運に切り替えざるをえず、巨費を消耗していた。1415年（永楽13年）、陳瑄は故老の進言を用いて、淮安城西の管家湖から20里にわたって溝を掘り、清江浦を造成し、湖水を淮河に導き入れ、4か所の水門を設けて時に応じて調整した。さらに湖の周囲10里に堤を築いて舟を引き入れ、これによって運河の河道は直通するようになった。その後、徐州から済寧州までの河道を浚渫した。また呂梁で洪水が頻発していたため、河道の西側に別の溝1本を掘り、2か所の水門を置き、溜まった水を排水できるようにした。また沛県の刁陽湖や済寧の南旺湖に長い堤防を築き、泰州の白塔河を開削して長江に通じさせた。また高郵湖に堤防を築き、堤内に40里にわたって溝を掘り、波浪の危険を避けられるようにした。また淮河から臨清までに水勢を調整する水門47か所を置き、常盈倉40か所を淮上に作り、徐州・臨清・通州にも倉を置いた。また舟が浅瀬で座礁するのを避けるため、淮河から通州までに568か所の兵舎を置き、兵舎の兵士に舟を誘導させて浅瀬を避けさせた。また河道沿いの堤防に井戸を掘り、木を植えて、旅人の便益を図った。
1424年（永楽22年）9月、洪熙帝が即位すると、陳瑄は七事を上疏して聞き入れられた。ほどなく世券を賜り、平江伯の爵位を世襲する権利を得た。
1425年（洪熙元年）、宣徳帝が即位すると、陳瑄は運河の水運を監督する役目のまま、淮安を守るよう命じられた。1429年（宣徳4年）、済寧以北の長溝から棗林までの河道が塞がっていたため、12万人を動員して浚渫工事を行いたいと上奏した。宣徳帝は長年の陳瑄の労苦を思って、工部尚書の黄福に命じて陳瑄とともに運河の水運を経理させた。1431年（宣徳6年）、陳瑄は江南の民の食糧輸送の労役を軽減するため、民には附近の衛所まで食糧を運ばせるだけにして、官軍が舟に載せて北京に運ばせるようにしたいと上奏した。宣徳帝は黄福と侍郎の王佐に議論するよう命じてこれを実行させた。1433年（宣徳8年）10月11日、在官のまま死去した、享年は69。平江侯に追封され、太保の位を追贈された。諡は恭襄といった。
子の陳佐が平江伯の爵位を嗣いだが、1433年（正統元年）8月に死去し、陳佐の子の陳豫がその後を嗣いだ。